# Liste der Flaggen im Kreis Coesfeld
Diese Liste beinhaltet alle in der Wikipedia gelisteten Flaggen im Kreis Coesfeld in Nordrhein-Westfalen. Weitere Flaggen von Städten, Gemeinden und Kreisen in Nordrhein-Westfalen sind über die Navigationsleiste am Ende der Seite erreichbar.
| Kreis          | Hissflagge | Banner | Kommentare |
| -------------- | ---------- | ------ | --- |
| Kreis Coesfeld |            |        | „Dem Kreis Coesfeld ist mit Urkunde des Regierungspräsidenten in Münster vom 15. Oktober 1979 das Recht zur Führung eines Wappens, einer Flagge, eines Banners und eines Dienstsiegels verliehen worden.“ Beschreibung des Wappens: In Gold (Gelb) ein mit drei silbernen (weißen) Mauerankern belegter roter Balken. Der Kreis führt eine Flagge und ein Banner mit den Farben Gelb und Rot; sie zeigen den Wappenschild des Kreises Coesfeld. Beschreibung der Flagge: Von Gelb und Rot geteilt, in der Mitte der Wappenschild des Kreises. Beschreibung des Banners: Von Gelb und Rot gespalten, in der Mitte der oberen Hälfte der Wappenschild des Kreises. |

## Städte und Gemeinden
| Stadt              | Hissflagge                         | Banner | Kommentare |
| ------------------ | ---------------------------------- | ------ | --- |
| Ascheberg          | laut Hauptsatzung keine Hissflagge |        | „Mit Urkunde des Regierungspräsidenten in Münster vom 16. Juni 1978 wurde der Gemeinde Ascheberg die Führung eines Wappens, eines Banners und eines Siegels genehmigt. Der Rat beschloss einstimmig am 31. Mai 1977, das am 15. März 1962 genehmigte historische Wappen von Ascheberg geändert weiterzuführen, indem die Farbe des Baumes (Esche) – heraldisch unbedenklich – von Grün in Blau umgewandelt wurde, um so die Farben der früheren Gemeinde Herbern (Blau/Gelb) zu berücksichtigen.“ Beschreibung des Wappens: In Gold (Gelb) ein aus einem gezinnten, mit drei goldenen (gelben) Kugeln belegten roten Schildfuß wachsender blauer Baum. Beschreibung des Banners: Von gelb zu rot zu gelb im Verhältnis 1 : 3 : 1 längsgestreift in der Mitte der oberen Hälfte der roten Bahn das Wappenschild der Gemeinde.                                                  |
| Billerbeck         |                                    |        | „Der Stadt ist mit Urkunde der Bezirksregierung Münster vom 11. November 1970 das Recht zur Führung eines Wappens, einer Flagge, eines Banners und eines Dienstsiegels verliehen worden. Die von Otto Hupp entworfenen Hoheitszeichen wurden bereits erstmals am 24. Februar 1923 genehmigt.“ Beschreibung des Wappens: In Blau drei schrägrechte silberne (weiße) Wellenbalken. Beschreibung der Flagge: Die Flagge (Hissflagge) ist in drei Bahnen im Verhältnis 1 : 3 : 1 von Blau zu Weiß zu Blau quergestreift und zeigt in der Mitte der mittleren Bahn das Stadtwappen im Schild. Beschreibung des Banners: Das Banner ist in drei Bahnen im Verhältnis 1 : 3 : 1 von Blau zu Weiß zu Blau längsgestreift und zeigt in der oberen Hälfte der mittleren Bahn das Stadtwappen im Schild.                                                                                 |
| Coesfeld           | laut Hauptsatzung keine Hissflagge |        | „Das Wappen und das Banner in seiner heutigen Form wurden am 14. Juni 1939 genehmigt und gehen zurück auf Siegelführung aus der Zeit um 1500.“ Beschreibung des Wappens: In Gold (Gelb) ein roter herschauender Kuhkopf mit goldenem (gelbem) Halfter. Beschreibung des Banners: Das Banner ist rot-gelb im Verhältnis 1:1 längsgestreift, im gelben Bannerhaupt das Wappen der Stadt, darunter der Schriftzug in Fraktur Schrift „Stadt Coesfeld (Westf.)“. Die Hauptsatzung gibt folgende nicht korrekte Beschreibung: „Die Flagge der Stadt Coesfeld zeigt die Farben rot-gelb. In der oberen Hälfte der Flagge wird das in 1. beschriebene Wappen dargestellt.“ |
| Dülmen             |                                    |        | „Der Stadt Dülmen ist zuletzt mit Urkunde des Regierungspräsidenten Münster vom 19. Juli 1977 das Recht zur Führung eines Wappens, einer Flagge, eines Banners und eines Dienstsiegels verliehen worden.“ Beschreibung des Wappens: Das Stadtwappen zeigt auf gelbem Grund ein blaues Kleeblattkreuz. Beschreibung der Flagge: Die Stadtflagge ist von gelb zu blau im Verhältnis eins zu eins längsgestreift (gemeint ist quergestreift) und zeigt auf der linken Seite der gelben Bahn das Kleeblattkreuz des Stadtwappens. Die korrekte Beschreibung mus heißen: Geteilt von Gelb und Blau; im Obereck ein blaues Kleeblattkreuz. Beschreibung des Banners: Das Banner ist von gelb zu blau im Verhältnis eins zu eins längsgestreift und zeigt in der oberen Hälfte der gelben Bahn das Kleeblattkreuz des Stadtwappens.                                                  |
| Havixbeck          | laut Hauptsatzung keine Hissflagge |        | „Mit Urkunde des Regierungspräsidenten in Münster vom 7. August 1973 wurde der Gemeinde Havixbeck die Führung eines Wappens, eines Banners und eines Siegels genehmigt.“ Beschreibung des Wappens: In Silber (Weiß) ein rechtsgewandter schwarzer, gold (gelb) bewehrter Habicht auf einem grünen, mit einem schräglinken silbernen (weißen) Wellenbalken belegten Dreiberg. Beschreibung des Banners: Von grün zu weiß zu grün im Verhältnis 1 : 3 : 1 längsgestreift in der Mitte der oberen Hälfte der roten Bahn das Wappenschild der Gemeinde. |
| Lüdinghausen       |                                    |        | „Der Stadt Lüdinghausen ist mit Urkunde des Regierungspräsidenten Münster vom 8. Oktober 1982 das Recht zur Führung eines Wappens, einer Flagge, eines Banners und eines Dienstsiegels verliehen worden.“ Beschreibung des Wappens: Das Wappen der Stadt Lüdinghausen zeigt in Gold (Gelb) eine rote Glocke, links oben begleitet von einem roten Ammoniten. Beschreibung der Flagge: Die Flagge der Stadt ist von Gelb und Rot im Verhältnis 1:1 längsgestreift (gemeint ist quergestreift) und zeigt in der Mitte das Wappenschild der Stadt. Das Banner der Stadt ist von Gelb und Rot im Verhältnis 1:1 längsgestreift und zeigt in der Mitte der oberen Hälfte das Wappenschild der Stadt. |
| Nordkirchen        |                                    |        | „Mit Urkunde des Regierungspräsidenten in Münster vom 28. November 1983 wurde der Gemeinde Nordkirchen die Führung eines Wappens, einer Flagge, eines Banners und eines Siegels genehmigt.“ Beschreibung des Wappens: In Gold (Gelb) drei blaue 2:1 gestellte Kirchtürme, die beiden oberen mit spitzem, der untere mit barockem Helm. Beschreibung der Flagge: Von Gelb zu Blau zu Gelb im Verhältnis 1 : 3 : 1 quergestreift in der Mitte der blauen Bahn das Wappenschild der Gemeinde. Beschreibung des Banners: Von Gelb zu Blau zu Gelb im Verhältnis 1 : 3 : 1 längsgestreift in der Mitte der oberen Hälfte der blauen Bahn das Wappenschild der Gemeinde. |
| Nottuln            |                                    |        | „Mit Urkunde des Regierungspräsidenten in Münster vom 1. Februar 1983 wurde der Gemeinde Nottuln die Führung eines Wappens, einer Flagge, eines Banners und eines Siegels genehmigt. Das Recht zur Führung der Hoheitszeichen wurde der Gemeinde Nottuln bereits am 10. September 1937 vom damaligen Oberpräsidenten der Provinz Westfalen verliehen.“ Beschreibung des Wappens: In Rot ein silberner (weißer) heiliger Martin zu Pferd mit Bettler, darüber im goldenen (gelben) Schildhaupt drei grüne gestielte, balkenweise gestellte Haselnüsse. Beschreibung der Flagge: Von rot zu weiß zu rot im Verhältnis 1 : 3 : 1 quergestreift in der Mitte der weißen Bahn das Wappenschild der Gemeinde. Beschreibung des Banners: Von rot zu weiß zu rot im Verhältnis 1 : 3 : 1 längsgestreift in der Mitte der oberen Hälfte der weißen Bahn das Wappenschild der Gemeinde. |
| Olfen              | laut Hauptsatzung keine Hissflagge |        | „Der Stadt Olfen ist mit Urkunde des Innenministers des Landes Nordrhein-Westfalen vom 6.November 1967 und mit Urkunde des Regierungspräsidenten der Bezirksregierung Münster vom 30. Januar 1976 das Recht zur Führung eines Wappens, eines Banners und eines Siegels verliehen worden.“ Beschreibung des Wappens: In Gold (Gelb), ein roter Balken, darüber ein großes rotes „W“, darunter ein großes „O“. Beschreibung des Banners: Gelb-Rot-Gelb im Verhältnis 1 : 3 : 1, längsgestreift, mit dem Gemeindewappen in der Mitte der oberen Hälfte. |
| Rosendahl          |                                    |        | „Mit Urkunde des Regierungspräsidenten in Münster vom 25. Januar 1980 wurde der Gemeinde Rosendahl die Führung eines Wappens, einer Flagge, eines Banners und eines Siegels genehmigt.“ Beschreibung des Wappens: In Rot ein weißer (silberner) Schräglinksbalken, belegt mit drei roten Rosen mit gelben (goldenen) Butzen und grünen Kelchblättern. Beschreibung der Flagge: Von rot zu weiß zu rot im Verhältnis 1 : 3 : 1 quergestreift in der Mitte der weißen Bahn das Wappenschild der Gemeinde. Beschreibung des Banners: Von rot zu weiß zu rot im Verhältnis 1 : 3 : 1 längsgestreift in der Mitte der oberen Hälfte der weißen Bahn das Wappenschild der Gemeinde. |
| Senden (Westfalen) | laut Hauptsatzung keine Hissflagge |        | „Das Wappen, das Banner und das Dienstsiegel wurden am 3. Oktober 1966 durch den Innenminister des Landes NRW genehmigt und am 15. September 1975 nach der kommunalen Neugliederung mit Urkunde des Regierungspräsidenten in Münster bestätigt.“ Beschreibung des Wappens: In Silber (Weiß) eine grüne Linde, belegt mit einem schrägrechten vierlätzigen roten Turnierkragen. Beschreibung des Banners: Weiß-Rot-Weiß im Verhältnis 1:3:1 längsgestreift mit dem Gemeindewappen in der oberen Hälfte des Mittelstreifens. |